# Bluffton (Ohio)
Bluffton és una població dels Estats Units a l'estat d'Ohio. Segons el cens del 2000 tenia 3.896 habitants.

## Demografia
Segons el cens del 2000, Bluffton tenia 3.896 habitants, 1.329 habitatges, i 851 famílies. La densitat de població era de 451,7 habitants/km².
Dels 1.329 habitatges en un 28,3% hi vivien nens de menys de 18 anys, en un 54,3% hi vivien parelles casades, en un 7,3% dones solteres, i en un 35,9% no eren unitats familiars. En el 33,1% dels habitatges hi vivien persones soles el 18,9% de les quals corresponia a persones de 65 anys o més que vivien soles. El nombre mitjà de persones vivint en cada habitatge era de 2,32 i el nombre mitjà de persones que vivien en cada família era de 2,99.
Per edats la població es repartia de la següent manera: un 19,7% tenia menys de 18 anys, un 22,3% entre 18 i 24, un 21,3% entre 25 i 44, un 16,8% de 45 a 60 i un 20% 65 anys o més.
L'edat mediana era de 33 anys. Per cada 100 dones de 18 o més anys hi havia 73,4 homes.
La renda mediana per habitatge era de 43.208 $ i la renda mediana per família de 54.948 $. Els homes tenien una renda mediana de 40.208 $ mentre que les dones 21.563 $. La renda per capita de la població era de 18.711 $. Aproximadament el 4,9% de les famílies i el 5,7% de la població estaven per davall del llindar de pobresa.

## Poblacions més properes
El següent diagrama mostra les poblacions més properes.